# 2006年跨大西洋航機恐怖襲擊陰謀
2006年跨大西洋航機恐怖襲擊陰謀是指一宗恐怖份子懷疑會在英國飛往美國或加拿大的航班上發動爆炸的陰謀。2006年8月10日，倫敦警察廳宣佈拘捕本次陰謀的主要涉案人士，全部都是擁有英國國籍的伊斯兰教徒。當局表示由於有關襲擊計劃「已經接近執行階段」，所以立即干擾这次陰謀。據美國情報方面官員稱，涉案人士計劃於拘捕行動後兩天內進行襲擊預演。但是據不知名的保安方面消息指，涉案人士尚未購票，而部分更未持有護照。當局亦在巴基斯坦拘捕部分涉案人士。警方消息在8月17日向英國廣播公司透露，在海威科姆的樹林裏發現一個裝有所有可以組裝炸彈材料的公事包，而第二天警方也懷疑在檢獲的手提電腦中，找到被捕疑犯製作的殉道錄影片段。倫敦警方尚未對其發現發表正式聲明。

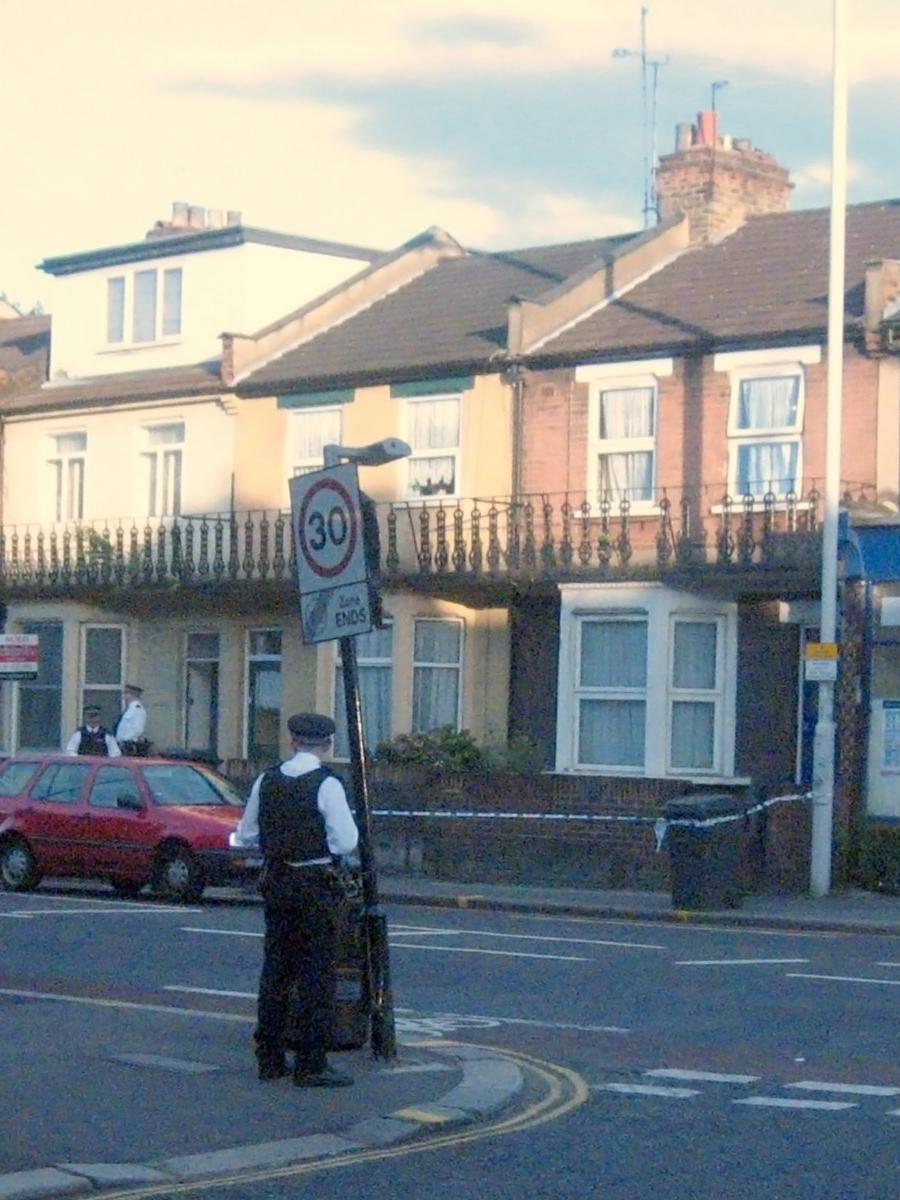
英國倫敦警察廳派員在倫敦沃爾瑟姆斯托森林路的搜查地點把守。

## 施襲範圍

### 目標航班
倫敦警察廳副總監保羅·斯蒂文森相信，涉案人士計劃在他們攜帶的手提行李中放置炸彈，在從英國飛往美國或加拿大的航班途中炸毀最多10架航機。據報導，此次計劃的襲擊目標，包括由倫敦希斯路機場起飛，前往芝加哥、紐約、三藩市、華盛頓、多倫多和滿地可，屬加拿大航空、美國聯合航空和美國航空的航機。英國廣播公司國家安全特約記者歌頓·高理拉表示涉案人士涉嫌發動一波接一波的襲擊，每次襲擊三架航機。各方報導中所影響的航機數目頗有出入，有報導指3架，也有報導指有多達12架受影響。美國國土安全部部長麥克·切爾托夫在一份新聞發布會中指出，有「多架商業客機」是今次陰謀的目標。部份報導稱，襲擊原計劃於8月16日進行，但警方稱暫時沒有證據指出襲擊的確實日期。根據情報方面人士的消息，襲擊特意被安排在九一一事件5週年前夕發生。

## 液體炸藥
據多家媒體報道，有關人士涉嫌計劃在襲擊中使用液體炸藥。美國廣播公司報導指計劃涉及在改裝過的運動飲品容器內，收藏爆炸品。策劃人士曾計劃，將瓶口維持密封，內盛原有的飲品，但卻在底部加裝假的瓶底，放進染紅了的液體或凝膠炸藥，使其與原來飲品顏色相同。
現存已知的液體或凝膠爆炸品有多種。《美國新聞與世界報導》一篇文章估計涉案人士可能使用液體爆炸品，與於倫敦七七爆炸事件所用的固體有机過氧化物化學成份相似，基於過氧化氫製造，然後以自製、內含即棄型相機閃光燈的裝置引爆炸彈。其他媒體也提到一種基於過氧化物的爆炸品。美國當局，聯邦調查局和國土安全部，提供了兩種基於過氧化物而可能用於襲擊的化學品名稱：三過氧化三丙酮（TATP）和六亚甲基三过氧化二胺（HMTD）。這些基於過氧化物的液體炸藥「對熱力、撞擊和摩擦力敏感，只需明火或電流便可引爆，亦可用來製造自製引爆器」。

## 調查與拘捕

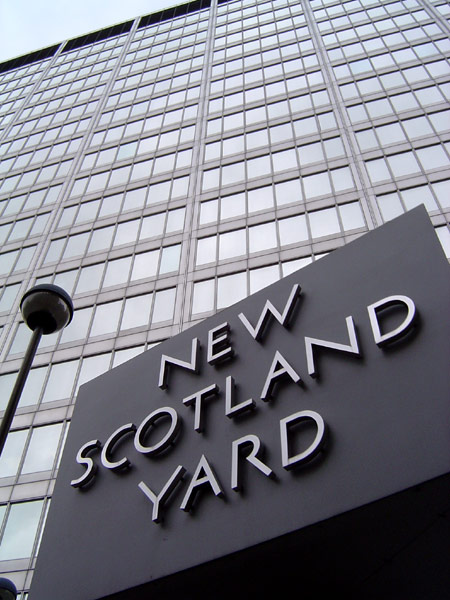
倫敦蘇格蘭場

警方指已經持續數月監察這次陰謀，而在2006年8月9日當決定採取緊急行動，干擾相信正在進行的計劃時，調查進入了關鍵時刻。據美國政府消息人士透露，英方曾經派出臥底混入策劃人士中。來自美國國土安全部的消息稱，疑犯曾經接收到一條內容為「立即進行你們的襲擊」的加密信息。
警方拘捕了24名疑犯，但其中一人未被落案起訴而獲釋。警方在通宵行動中，分別在倫敦、伯明翰和位於白金漢郡的海威科姆拘捕了21人。其中兩人在伯明翰被捕，另有四人在海威科姆被捕。本次陰謀的主要涉案人士，據報都是在英國本土出生的回教徒，部分為巴基斯坦裔人士。當中三名疑犯是剛改信奉回教的新信徒。
英國內務大臣韋俊安在一次記者會上稱，相信本次陰謀的主要涉案人士都已經被拘留，但不排除會拘捕更多涉案人士。英國警方稱，仍在尋找兩名涉案人士協助調查。美國國土安全部相信，最終可能有多達50人涉案。
警方扣留疑犯滿一星期後，須要釋放他們，除非當局向法院申請延長時間審問疑犯。8月16日，法院准許警方將其中21人扣留多7天，有兩人獲准被扣留多5天。另有一名於8月15日被捕的疑犯則獲釋而未被起訴。截至8月15日，警方進行了46宗入屋搜查，其中22宗尚在進行，另有搜查了20輛車輛。搜查行動預計需六星期完成。有報道指警方在海威科姆的樹林裏檢獲兩枝槍械，但當局未能證實，然而英國廣播公司證實當局檢獲了「相關的物品」。警方也在伯克郡境內一間位於雷丁和兩間位於斯勞的網吧內帶走電腦等設施返署調查。
英國廣播公司在8月11日報道，七名疑犯，包括兩名英籍人士，被拘留在巴基斯坦。巴基斯坦當局消息指，最少有七名其他人士被捕。美國廣播公司報道，在巴基斯坦的拘捕行動，可能明顯地加快了今次的調查工作。
英國反恐專家保羅·比弗說這次陰謀可能由激進伊斯蘭武裝組織阿爾蓋達背後策劃，而該組織數週前才威脅會襲擊位於英國的航空設施。 美國國土安全部秘書長麥克·切爾托夫稱本次陰謀經過精心策劃，已經到了施襲前的最後階段，而且「具阿爾蓋達計劃的暗示」。根據各方的新聞稿，難以判斷襲擊是否已經被決定發動。
據美國有線電視新聞網報道，當局檢獲最少一套殉道錄影片段，但警方隨後否認，稱只找到「錄影證據」。 多家媒體只提到在一次警方搜查中，當局發現了一套殉道「影帶」。

### 美英兩國對拘捕時間各執一詞
與最早的報告相反，英國某高級官員稱襲擊並非迫在眉睫，指疑犯尚未購買機票。部分疑犯甚至沒有持有護照。美國某官員也承認美英雙方對拘捕的時間存有爭議，指有英國官員稱襲擊並非即時會發生。該名英國官員也聲稱美方曾經威脅英方，如果不立即拘捕身在巴基斯坦的疑犯主腦拉希德·羅夫（Rashid Rauf），美方就會自行引渡他。
白宮國土安全顧問法蘭西絲·湯森否認所有有關英美雙方不協調的報道，指「英美雙方官員不存在不合」。

### 巴基斯坦在事件中的角色
巴基斯坦初時因被認為能及時阻止襲擊發生，其作風被媒體稱許。然而，主要報章包括《星期日泰晤士報》對巴基斯坦在反恐戰爭的角色表示關注，指巴國軍方在營運疑犯曾經就讀的訓練營上有重大角色。有關報章指出其中一人在巴國軍隊的軍營被捕，以支持政府與疑犯有關連的說法。最近報道也指疑兇背後受到「慈善團體」資助，而那些團體本應是救助2005年克什米爾大地震災民的。聯邦調查局和蘇格蘭場正在調查本次事件與克什米爾恐怖份子與涉案人士的金錢來源的聯繫。據巴基斯坦和國際媒體報道，拉希德·羅夫與克什米爾的穆罕默德軍有聯繫。這個組織被幾個國家視為恐怖組織。報道亦指羅夫與印度頭號通輯犯馬蘇德·阿查爾有緊密的親戚關係。
多份報章的社評與論壇版都炮轟巴基斯坦窩藏恐怖份子。《洛杉磯時報》說「一位在亞洲的盟友棲身了很多在反恐戰爭上與美國為敵的人」。其他傳媒質疑巴基斯坦聲稱打擊恐怖份子的承諾，指出雖然該國與美國合作多年，武裝份子仍然能由巴基斯坦出動。多份報章如《阿拉伯報》（Al Arab）、《先鋒報》以及全球化研究中心（Centre for Research on Globalization）的專欄作家認為巴基斯坦的情報當局是今次「恐怖陰謀」背後的主要人物。 另一份報章《印度斯坦時報》相信巴國情報當局可能具雙重角色，同時描繪和破解同一宗陰謀。

### 懷疑論者所持的論點
有些陰謀論網站和網誌認為整件事情可能是由布殊和貝理雅一手策劃，希望在反伊斯蘭恐怖主義上贏得更多支持，以挽救他們江河日下的民望。英籍人士當中的回教徒據報也對今次事件持審慎態度。前英國駐烏茲別克大使Craig Murray在網上發表文章，質疑恐襲陰謀的真確性。他指出警方從來沒有檢獲爆炸品，估計首腦羅夫是在酷刑下在巴基斯坦被迫策劃陰謀。The Register刊登了一篇文章，探討在機上從相關液體製造三過氧化三丙酮的可行性，得出的結論是不可能。

## 疑犯

### 於英國落網的疑犯
在英國落網的25名疑犯中，有19名的名字被英倫銀行正式公開，全部居於英國國內，以宣佈他們的財產已經被凍結。有一人未被落案起訴而獲釋，故沒有公佈他的名字。隨後另有一人被捕，後來也獲釋。現在已知的被捕人士包括：
- 倫敦

1. 阿卜杜拉·阿默·阿里（Abdula Ahmed Ali），1980年10月10日出生，（倫敦E17沃瑟姆斯都［Walthamstow］）
2. 科瑟·阿里（Cossor Ali），1982年12月14日出生，（沃瑟姆斯都）
3. 納比·候賽恩（Nabeel Hussain），1984年3月10日出生，（倫敦E4Chingford）
4. 坦衛·候賽恩（Tanvir Hussain），1981年2月21日出生，（倫敦E10Leyton）
5. 烏瑪爾·候賽恩（Umair Hussain），1981年10月9日出生，（沃瑟姆斯都）醫院負責人，據友人稱，他最近到巴基斯坦探望祖母。[55]
6. 阿珊·阿卜杜拉·汗（Assan Abdullah Khan），1984年10月24日出生，（沃瑟姆斯都）。阿珊就讀於赫特弗德郡大學。
7. 瓦希德·阿拉法特·汗（Waheed Arafat Khan），1981年5月18日，（沃瑟姆斯都）與弟弟阿珊同住一間單邊房屋。他們的鄰居說他們是有一定技術的業餘技工，常幫助鄰居修理汽車。瓦希德已婚，並有一幼兒。兩夫婦每天都到附近的清真寺祈禱。
8. 奧斯曼·阿當·卡提貝（Osman Adam Khatib），1986年12月7日出生，（沃瑟姆斯都）
9. 阿卜杜·門尼·巴提（Abdul Muneem Patel），1989年4月17日出生，（倫敦E5Clapton（英语：Clapton））
10. 穆罕默德·烏斯曼·沙迪（Mohammed Usman Saddique），1982年4月23日出生，（沃瑟姆斯都），在他兄弟的薄餅店工作。綽號Uzi。他的友人說他受過高等教育，對健身狂熱，但性格反叛。警方從他的居所帶走錄像和電腦光碟調查。
11. 易卜拉欽·沙文（Ibrahim Savant，原名奧利華·沙文［Oliver Savant］[56]），1980年12月19日出生，（沃瑟姆斯都）
12. 阿敏·阿斯敏·塔里（Amin Asmin Tariq），1983年6月7日出生，（沃瑟姆斯都）
13. 沙敏·穆罕默德·烏定（Shamin Mohammed Uddin），1970年11月22日出生，（倫敦Stoke Newington）案發前一個月遷進某公共屋邨單位。以前曾經參與健身，曾遭到暴力襲擊並一度昏迷，其後罹患心理疾病。
14. 瓦希德·查滿（Waheed Zaman），1984年5月27日出生，（沃瑟姆斯都）於倫敦都會大學就讀生物醫學科學[57]。他是該大學伊斯蘭學會的主席，住在女王路Queen's Road（英语：Queen's Road）清真寺的對面。據稱該清真寺也是今次事件最少八名疑犯崇拜的地方。查滿的友人表示，查滿當時忙於為大考複習，不可能會策動襲擊。伊斯蘭傳道會（Tabligh Jamaat）定期有傳道人到該清真寺講道。[58]

- 海威科姆

1. 沙薩·古蘭·阿里（Shazad Khuram Ali），1979年6月11日出生，經營車行，相信他雇用了另一名疑犯薩瓦。帳目顯示車行去年損失了11,000英鎊。鄰居曾投訴他在自家花園搭建臨時清真寺。最近曾經到巴基斯坦。
2. 烏瑪·伊斯蘭（Umar Islam，原名布萊恩·楊［Brian Young］[56]），1978年4月23日出生。事前任職巴士查票員。七七爆炸事件當天協助當局搜索其他可能未爆的炸彈，更在塔弗斯托廣場巴士爆炸現場救助傷者。[59]
3. 瓦辛·加欽尼（Waseem Kayani），1977年4月28日出生，出租車司機，與父母同住。平常身穿西式衣服。鄰居稱他走路明顯有困難，蓄鬍子時曾經把頭剃光。最近與新娶妻子從巴基斯坦返國。
4. 阿薩德·薩瓦（Assad Sarwar），1980年5月24日出生，家人指他從大學退學後，目標是成為伊斯蘭傳道會（Tablighi Jamaat）的信徒。他的兄弟Amjad說：「以前他在傳道會，傳道會是一回教派別，鼓勵年青人蓄鬍子，每天祈禱五次，先知［穆罕默德］每天如何過活，就是你應該如何過活。自此他活躍於宗教運動，以為宗教比讀書重要。」[58]
5. 阿卜杜拉·瓦希德（Abdul Waheed，原名唐·史都華－懷伊特［Don Stewart-Whyte］[60][56]，不在銀行資產凍結名單中），約於1986年出生。他的父親生前是保守黨內的社運人士。居於倫敦北部的名模希素·史都華－懷伊特（Heather Stewart-Whyte）是瓦希德同父異母的姊姊。她說她從來沒有跟瓦希德見過面。[61]

- 伯明翰

1. 泰邑·羅夫（Tayib Rauf），1984年4月26日出生。

2006年8月22日，11名犯罪嫌疑人首次在伦敦一家法庭出庭應訊。9月6日，英国警方证实，在该事件中被起诉的犯罪嫌疑人已达17人。

### 於巴基斯坦落網的疑犯
- 伊斯蘭堡

1. 拉希德·羅夫（Rashid Rauf，被指為阿爾蓋達成員）[64]
2. 另有一名持英籍的不知名巴基斯坦裔人被扣留。[65]

五名巴基斯坦國民也同時被扣留。

## 政治反應
搜捕行動進行前，政府高層曾經討論陰謀。英國首相貝理雅數月前已經知道事件，在8月6日星期日向美國總統喬治·布殊提醒英方調查所得的情報。
8月9日，距離拘捕行動前數小時，內務大臣韋俊安在人民智庫（Demos）演說，暗示將會推出新一輪反恐法案，指英國面臨「可能是從第二次世界大戰以來最持久的嚴重威脅」。The following day he broke the news, the Prime Minister being abroad on holiday.
美國方面則在一次多部門聯合記者招待會時，由國土安全部部長切爾托夫、司法部部長阿爾韋托·岡薩雷斯和聯邦調查局局長羅伯特·穆勒披露是次襲擊陰謀。切爾托夫拒絕回答所有有關爆炸裝置的設計、以及涉案人士究竟是否已完成製造炸彈等問題。
同日，總統喬治·布殊到達威斯康辛州時表示：「近來我國國民現已知悉的拘捕行動，是一個真實的提醒，提醒國家正在與伊斯蘭法西斯份子戰鬥，這些份子會用盡一切辦法，消滅我們這些熱愛自由的人、傷害我們的國家。」
8月12日，英國多個穆斯林團體向首相貝理雅發表公開信，指「英國政府現行政策危害國內和國外公民的人身安全」。多個類似團體甚至政府內部部分部門都指出（在眾多因素當中），英國對巴勒斯坦、黎巴嫩、阿富汗和伊拉克等國的外交政策，很大程度上要對英國本土青年穆斯林的快速激進化負上責任，增加英國可能受到如七七事件等恐怖襲擊的機會。公開信表示「襲擊平民永遠不是正當的行為」，並鼓勵英國政府檢討本身的對外政策，以維護國內外公民的安全。韋俊安在接受英國廣播公司訪問時候形容，公開信是一次「可怕的錯判」，而前保守黨黨魁夏偉明形容該信件是「一種恐嚇」。
愛爾蘭瑞安航空Ryanair首席執行長Michael O'Leary於8月13日時表示讓機場陷入一片混亂正中了恐怖份子的下懷、達成了他們的目標。 

## 安檢變革

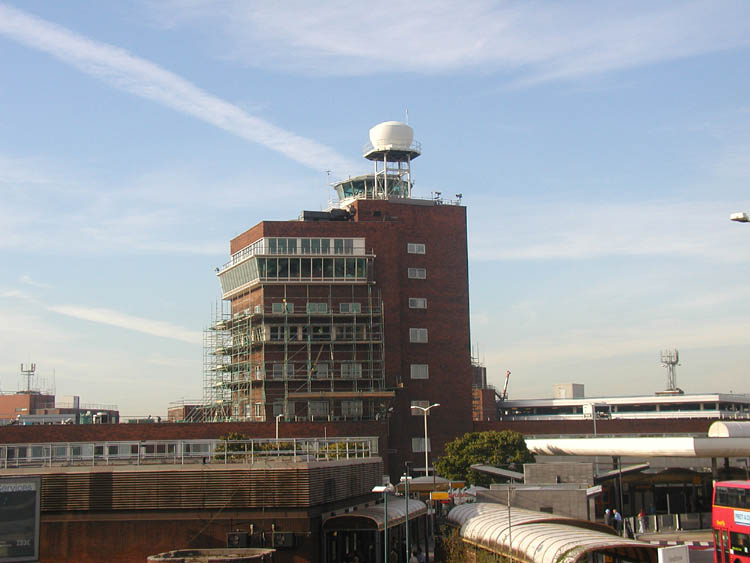
倫敦希斯路機場

在第一波逮捕行動後，受到情資顯示恐怖份子可能利用液體中的化學成份作為攻擊的工具，英美間所有航班的行李攜帶規定立刻有了新的限制─所有除了嬰兒飲用外的液體包括酒精飲品、髮膠、牙膏、唇膏、防曬液及乳液。由於一般的機場安檢點皆設在商店前面，旅客可於安檢後再購買此類產品，進而造成安全漏洞。部份機場如波士頓羅根國際機場即把安全檢查哨改設於登機門、登機閘口前。 另外，一些“不重要”的手提行李也被禁止，只可以托运。

### 其他各國
- - 澳洲航空最初僅對英美航班進行了更嚴格的安全檢查作業。但總理約翰·霍華德則表示，這套較嚴格安檢標準應在不久的將來成為常態，而非僅過渡時期之舉。[76]
- - 航班的嚴重延誤影響了全球各地包括巴貝多在內的國際機場（Grantley Adams International Airport）。隨即升高的安檢層級使得很多在加勒比海的遊客包括英國首相東尼·布萊爾（貝理雅）欲縮短行程回國。但另一報導卻做了完全相反的陳述，表示布萊爾並沒有返回英國 [77]
- 中華民國方面提高了對英美航班的安全控管。所有中華民國國籍航空公司皆禁止往英美航班的旅客攜帶大型隨身行李。液體類如髮膠、防曬乳液、香水、沐浴乳、牙膏及飲料等皆須檢查且不可攜帶上機。

## 影響
整體而言，約有400,000名旅客受到此次事件的影響。光是第一天就讓航空業者損失了1億7千5百萬英鎊。
倫敦希斯洛機場約有20,000件行李被誤放它處或遺失。

### 8月10日的取消航班
部份前往倫敦希斯洛機場的航班在逮捕日當天即取消班次，包括英國航空（British Airways）週四的短途班次。某些往來倫敦蓋特威克機場的班機亦停駛。僅管全美航空的諮詢熱線仍表示往倫敦蓋特威克的航班正常。
以下為部份傳出有取消航班消息的航空公司之相關資訊：
- 愛爾蘭航空取消了18班在愛爾蘭夏令時間15:00前飛行於倫敦希斯洛及愛爾蘭的班機。 [80] 航空公司建議若非必要，旅客盡量不要前往英國。倫敦希斯洛往返愛爾蘭的航班約在愛爾蘭夏令時間16:30恢復正常。[81]

- 加拿大航空發言人約翰·瑞伯（John Reber）表示週四欲從加拿大往英國的旅客將可能面臨至少一小時的延誤。有一班由倫敦往多倫多的週四早晨航班仍準時，但其餘多班倫敦往多倫多的航班就不樂觀了。[82]

- 法國航空取消了五架次從倫敦希斯洛機場往巴黎的班機。[83]

- 美國航空取消了三班往倫敦的早晨班機，分別是預計由紐約、波士頓及芝加哥駛發的。三班倫敦起飛的回程航班亦取消。

- 英國航空取消了所有倫敦希斯洛機場短途的歐陸航班，並維持了這個決定直至逮捕日接下來的好幾天。[84]

"本預計由英國機場起程的旅客若不想於今（2006年8月10日）、明兩日出發可於2006年12月1日前提出改期或退票的要求。遭航班取消的旅客亦可有此項要求。"
- EasyJet暫停了所有往倫敦蓋特威克、斯坦斯特德机场及盧頓機場的航班。由其他機場出發的許多班次也遭取消。[86]

- 芬蘭航空取消了兩班星期四往倫敦希斯洛及週日一班倫敦希斯洛往赫爾辛基的航班。

- 西班牙國家航空取消了往返英國的航班。[87]

- 南斯拉夫航空在陰謀當天便取消了一班往倫敦希斯洛的班機。本班機原計畫以波音 737-400執行任務。

- 漢莎航空取消了所有往倫敦希斯洛的班機，於8月11日恢復正常營運[88]

## 審訊
在英國，最終有8人（Ahmed Abdullah Ali、Assad Sarwar、Tanvir Hussain、Ibrahim Savant、Arafat Khan、Waheed Zaman、Umar Islam、Mohammed Gulzar）因本次恐怖襲擊陰謀被起訴，審訊於2008年4月開始。
其中攝錄了指責西方國家外交政策錄像的7人辯稱他們只是打算製造一宗引人注目的政治事件，而無意殺害任何人。Ahmed Ali在法庭上宣稱他打算在希斯洛機場引爆一個小型裝置以驚嚇人們，而陰謀不涉及襲擊客機。除了Mohammad Gulzar以外的所有被告承認策劃在公眾地方造成滋擾，Ali、Sarwar和Hussein也承認意圖引起爆炸。
2008年11月8日，陪審團未有裁定任何被告意圖襲擊客機罪名成立。陪審團裁定Ali、Sarwar和Hussein陰謀進行謀殺罪名成立，但未能就陰謀炸毀客機的控罪達成裁決。
2009年9月7日，另一個陪審團裁定Ahmed Abdulla Ali、Assad Sarwar和Tanvir Hussain「陰謀以液體炸彈進行謀殺」罪名成立。陪審團未能就Ibrahim Savant、Arafat Khan、Waheed Zaman和Unmar Islam的上述控罪達成裁決。Umar Islam的另一項陰謀進行謀殺控罪則成立。 Mohammad Gulzar的所有控罪被裁定不成立。法庭判決Sarwar需要至少服刑36年，Tanvir Hussain至少32年。
2010年7月，Ibrahim Savant、Arafat Khan和Waheed Zaman在法庭被判決陰謀進行謀殺罪名成立，被判處終身監禁而需要服刑至少20年方可獲考慮假釋。

## 外部連結

### 媒體報道

#### 英國媒體
- 'Airlines terror plot' disrupted（页面存档备份，存于）（英國廣播公司網上新聞）
- Major UK air terror plot thwarted（页面存档备份，存于）（衛報）
- Red alert after police 'foil air terror plot（獨立報）

#### 國際媒體
- UK police foil terrorist plot to bomb aircraft（页面存档备份，存于）（路透社供稿）
- Police: Plot to blow up aircraft foiled（页面存档备份，存于）（有線電視新聞網）
- British police thwart alleged major terrorist plot（页面存档备份，存于）（今日美國報）
- British Arrest 21 in Airline Terror Plot（页面存档备份，存于）（美聯社供稿）
- 愛爾蘭電台電視新聞（页面存档备份，存于）

### 官方來源

#### 英國
- 內務部，Advice to travellers - increased security measures，於2006年8月10日存取。
- 外務及英聯邦事務部，Statements on terrorism arrests and airline security，於2006年8月10日存取。
- 運輸部，Airline security notice（页面存档备份，存于），於2006年8月10日存取。
- 內務部 - Current security threat level raised from SEVERE to CRITICAL，於2006年8月10日存取。

#### 美國
- 國土安全部聲明，於2006年8月10日存取。
- 運輸安全局網頁載有禁止隨手提行李攜帶物品的相關資訊。

#### 香港
- 香港政府新聞網：港人前往英國須注意安全（页面存档备份，存于），於2006年8月10日存取。